# Президентские выборы в Казахстане (2005)
Внеочередные президентские выборы в Казахстане состоялись 4 декабря 2005 года, как и было определено Мажилисом Парламента 7 сентября 2005 года.
Кандидатами на пост Президента Казахстана были: действующий Президент страны Нурсултан Назарбаев, лидер движения «За справедливый Казахстан» Жармахан Туякбай, председатель Демократической партии Казахстана «Ак жол» Алихан Байменов, депутат Мажилиса Ерасыл Абылкасымов и лидер экологической организации «Табигат» Мэлс Елеусизов.
Согласно постановлению Центральной избирательной комиссии Республики Казахстан от 6 декабря 2005 года № 54/109 избранным на должность Президента Республики Казахстан стал Нурсултан Абишевич Назарбаев, набравший 91,15 % голосов избирателей.
Впервые в истории выборов Президента Казахстана были проведены теледебаты в прямом эфире, в которых приняли участие все кандидаты, за исключением Нурсултана Назарбаева.

## Кандидаты
Центральной избирательной комиссией Казахстана было зарегистрировано 5 кандидатов в Президенты Казахстана:
- Туякбай Жармахан Айтбаевич — зарегистрирован ЦИК 15 октября 2005 года[3];
- Назарбаев Нурсултан Абишевич — зарегистрирован ЦИК 23 октября 2005 года[4];
- Елеусизов Мэлс Хамзаевич — самовыдвиженец, зарегистрирован ЦИК 21 октября 2005 года.
- Абылкасымов Ерасыл — зарегистрирован ЦИК 23 октября 2005 года[5];
- Байменов Алихан Мухамедьевич — зарегистрирован ЦИК 23 октября 2005 года[6].

24 октября в связи с непредставлением необходимых документов в регистрации в качестве кандидатов в Президенты Республики Казахстан было отказано следующим претендентам:
- Асан-Ата Каришалу Кабдолдаулы;
- Асылбеку Амантаю Хантемирулы;
- Базильбаеву Жаксыбаю Абишевичу;
- Кайсарову Уалихану Абишевичу;
- Оразаю Максуту Кулмухаммедулы;
- Отену Салиму Сагындыкулы;
- Рахимжанову Балтабаю;
- Тлеулесову Мекемтасу Кожаназаровичу.

До этого в регистрации было отказано претендентам, которые не соответствовали требованиям, предъявляемым Конституцией Казахстана к кандидатам:
- Жамбулову Тилепалды Сатышулы[8]
- Сакаеву Оразалы[9]

## Результаты
Согласно данным Центральной избирательной комиссии голоса за кандидатов распределились следующим образом:
| Область                        | Абылкасымов Е.  | Байменов А. М.   | Елеусизов М. Х. | Назарбаев Н. А.     | Туякбай Ж. А.    |
| ------------------------------ | --------------- | ---------------- | --------------- | ------------------- | ---------------- |
| Итого по Казахстану            | 23 252 (0,34 %) | 108 730 (1,61 %) | 18 834 (0,28 %) | 6 147 517 (91,15 %) | 445 934 (6,61 %) |
| Акмолинская область            | 1 697 (0,43 %)  | 5 450 (1,39 %)   | 1 018 (0,26 %)  | 370 023 (94,66 %)   | 12 699 (3,25 %)  |
| Актюбинская область            | 978 (0,30 %)    | 5 722 (1,73 %)   | 986 (0,30 %)    | 309 297 (93,32 %)   | 14 457 (4,36 %)  |
| Алматинская область            | 1 808 (0,24 %)  | 7 543 (1,00 %)   | 1 579 (0,21 %)  | 717 831 (94,87 %)   | 27 860 (3,68 %)  |
| Атырауская область             | 702 (0,39 %)    | 3 238 (1,78 %)   | 456 (0,25 %)    | 156 264 (86,14 %)   | 20 748 (11,44 %) |
| Восточно-Казахстанская область | 3 189 (0,48 %)  | 10 391 (1,57 %)  | 2 092 (0,32 %)  | 596 449 (90,33 %)   | 48 156 (7,29 %)  |
| Жамбылская область             | 897 (0,22 %)    | 3 489 (0,86 %)   | 731 (0,18 %)    | 376 482 (92,53 %)   | 25 290 (6,22 %)  |
| Западно-Казахстанская область  | 1 624 (0,61 %)  | 6 254 (2,35 %)   | 800 (0,30 %)    | 231 870 (87,23 %)   | 25254 (9,50 %)   |
| Карагандинская область         | 2 466 (0,42 %)  | 20 586 (3,54 %)  | 1 749 (0,30 %)  | 527 004 (90,67 %)   | 29 413 (5,06 %)  |
| Кызылординская область         | 761 (0,25 %)    | 5 362 (1,76 %)   | 544 (0,18 %)    | 248 500 (81,59 %)   | 49 387 (16,22 %) |
| Костанайская область           | 1 945 (0,40 %)  | 6 632 (1,28 %)   | 1 090 (0,23 %)  | 456 779 (94,84 %)   | 15 210 (3,16 %)  |
| Мангистауская область          | 489 (0,31 %)    | 2 963 (1,88 %)   | 330 (0,21 %)    | 121 668 (77,20 %)   | 32 156 (20,40 %) |
| Павлодарская область           | 1 485 (0,44 %)  | 3 356 (0,99 %)   | 844 (0,25 %)    | 316 070 (93,37 %)   | 16 754 (4,95 %)  |
| Северо-Казахстанская область   | 1 741 (0,50 %)  | 4 614 (1,33 %)   | 905 (0,26 %)    | 333 190 (95,83 %)   | 7 236 (2,08 %)   |
| Южно-Казахстанская область     | 1738 (0,19 %)   | 11 272 (1,20 %)  | 1 590 (0,17 %)  | 849 356 (90,55 %)   | 74 038 (7,89 %)  |
| Астана                         | 374 (0,22 %)    | 3 074 (1,80 %)   | 374 (0,22 %)    | 158 235 (92,71 %)   | 8 613 (5,05 %)   |
| Алма-Ата                       | 1358 (0,32 %)   | 8 784 (2,04 %)   | 3746 (0,87 %)   | 378 499 (87,81 %)   | 38663 (8,97 %)   |

## Оценка наблюдателей

### Положительная
Одним из первых положительную оценку выборов дал глава миссии международных наблюдателей от Содружества Независимых Государств Владимир Рушайло, который заявил, что выборы «были проведены в соответствии с нормами действующего в стране законодательства», «государственные избирательные органы, организующие подготовку и проведение выборов, обеспечили реализацию и защиту избирательных прав граждан Казахстана», «отдельные нарушения и упущения в процессе избирательной кампании не имели массового характера, не оказали существенного влияния на свободное волеизъявление избирателей и на итоги голосования».
Также положительную оценку выборам дали парламентские наблюдатели от Российской Федерации, представленные группой порядка 20 человек, польский Центр восточных исследований, ряд других организаций.

### Отрицательная
Бюро по демократическим институтам и правам человека (БДИПЧ) ОБСЕ отметило небольшие положительные изменения выборного процесса, однако признали выборы не соответствующими международным стандартам и выявили ряд нарушений, в том числе: ограничения в свободном проведении оппозиционными кандидатами агитации, запугивание и задержание сторонников оппозиции, конфискации оппозиционных газет, давление на студентов вузов, непрозрачность электронной системы, вмешательство в процесс голосования неуполномоченных лиц, множественные случаи голосования одним лицом и голосования за другое лицо, вброс избирательных бюллетеней, принуждение студентов к голосованию и другие.
Аналогичные оценки выборов сделали Госдепартамент США, Европейский Союз, Международная ассоциация «Elections & Democracy» и ряд других международных организаций.
Негативную оценку выборам дали также Лига избирателей Казахстана, Общество молодых профессионалов Казахстана, которые столкнулись с разными проблемами во время сбора информации от запугивания наблюдателей до массовой критике в СМИ в излишней симпатии к оппозиции. К их мнению присоединился ряд оппозиционных молодёжных организаций (Кахар, Айбат).
Кандидаты от оппозиции Жармахан Туякбай и Алихан Байменов, основываясь на данных своих наблюдателей, также не признали итоги выборов.